# Teorema de Chasles (cinemática)

Un eje helicoidal. El teorema de
Mozzi–Chasles afirma que cada movimiento euclídeo describe una trayectoria helicoidal con un eje rectilíneo

En cinemática, el Teorema de Chasles (también llamado de Mozzi-Chasles), afirma que el desplazamiento general de un cuerpo rígido en el espacio puede ser asimilado a una traslación respecto a una recta (denominada eje helicoidal o eje de Mozzi) seguido (o precedido) por un movimiento de rotación sobre un eje paralelo a esta línea.

## Historia
La prueba de que un desplazamiento espacial se puede descomponer en una rotación y un deslizamiento respecto a una línea recta se atribuye al astrónomo y matemático Giulio Mozzi (1763). De hecho, el eje de la helicoide se denomina tradicionalmente "asse di Mozzi" en Italia. Sin embargo, la mayoría de los libros de texto se refieren a un trabajo similar posterior de Michel Chasles, que data de 1830. Otros matemáticos contemporáneos de Chasles obtuvieron los mismos resultados o similares en esa época, incluidos G. Giorgini, Cauchy, Poinsot, Poisson y Rodrigues. Una descripción de la prueba de 1763 realizada por Giulio Mozzi y parte de su historial se puede encontrar aquí.

## Prueba
Mozzi considera que un cuerpo rígido experimenta primero una rotación alrededor de un eje que pasa por el centro de masa y luego una traslación del desplazamiento D en una dirección arbitraria. Cualquier movimiento rígido se puede lograr de esta manera debido a un teorema de Euler sobre la existencia de un eje de rotación.
El desplazamiento D del centro de masa se puede descomponer en componentes paralelos y perpendiculares al eje. El componente perpendicular (y paralelo) actúa en todos los puntos del cuerpo rígido, pero Mozzi muestra que en algunos puntos la rotación anterior actúa exactamente con un desplazamiento opuesto, por lo que esos puntos se trasladan en paralelo al eje de rotación. Estos puntos se encuentran en el eje de Mozzi, a través del que el movimiento del sólido rígido se puede representar mediante un movimiento helicoidal.
Otra prueba elemental del teorema de Mozzi-Chasles fue dada por Edmund Whittaker en 1904. Supóngase que A se va a transformar en B. Whittaker sugiere que la línea recta AK se seleccione paralela al eje de la rotación dada, con K siendo el pie de un perpendicular desde B. El desplazamiento propio del helicoide se realiza alrededor de un eje paralelo a AK tal que K se desplaza a B. El método corresponde con una isometría afín, en la que la composición de una rotación y de una traslación se puede reemplazar por la rotación alrededor de un centro adecuado. Según Whittaker, "Una rotación sobre cualquier eje es equivalente a una rotación a través del mismo ángulo alrededor de cualquier eje paralelo a él, junto con una traslación simple en una dirección perpendicular al propio eje".

## Lecturas relacionadas
- * Benjamin Peirce (1872) A System of Analytical Mechanics, III. Combined Motions of Rotation and Translation, especially § 32 and § 39, David van Nostrand & Company, link from Internet Archive

- Datos: Q17004813